# تک‌نوازی گیتار

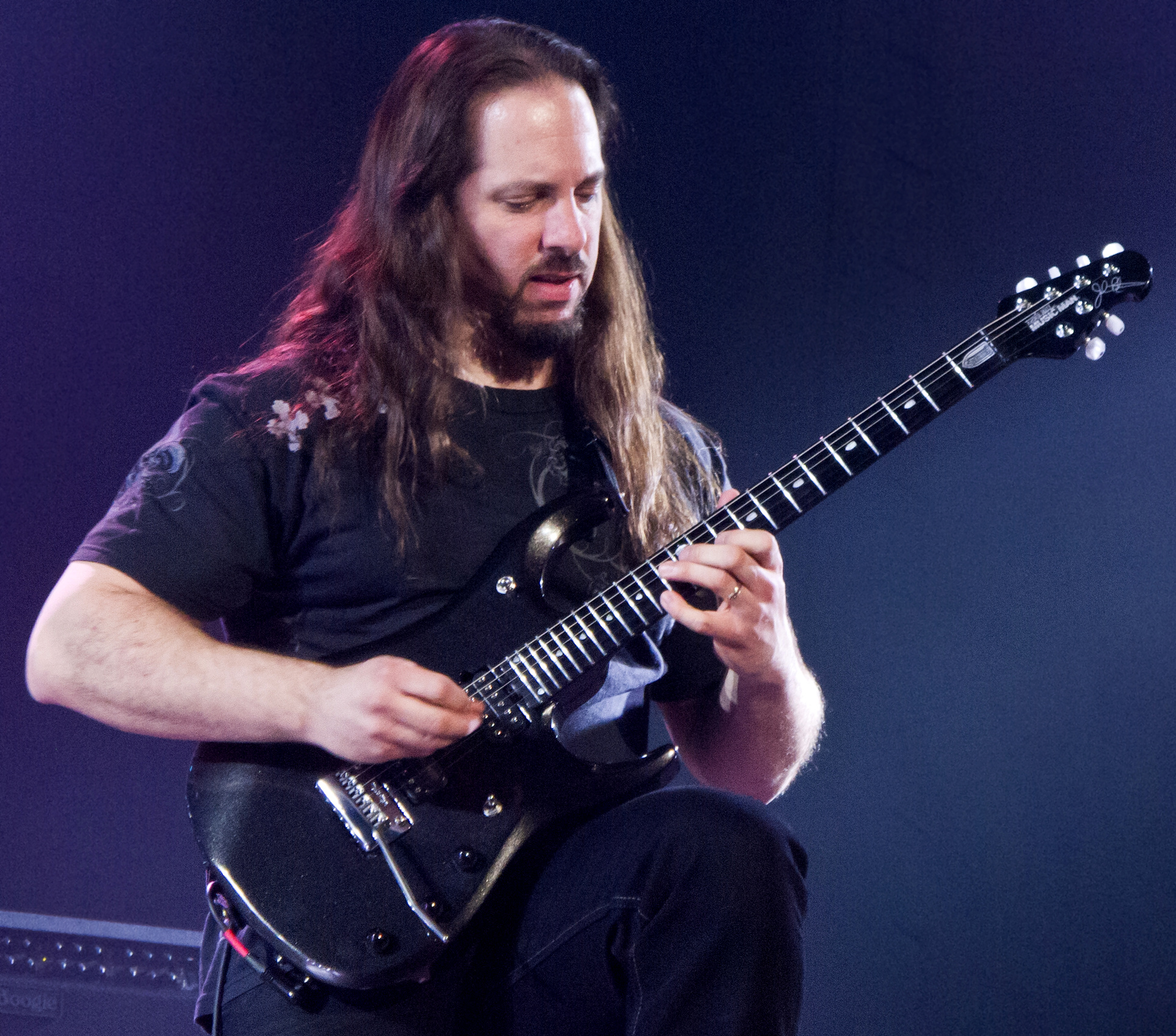
جان پتروچی در حال تک‌نوازی گیتار در سال ۲۰۱۲.

تک‌نوازی گیتار یک قطعه ملودیک، یک بخش و یا کل یک آهنگ است که برای گیتار کلاسیک، گیتار الکتریک و یا گیتار آکوستیک نوشته می‌شود.